# Панагіотіс Мантіс
Панагіотіс Мантіс (грец. Παναγιώτης Μάντης, нар. 30 вересня 1981, Афіни, Греція) — грецький яхтсмен, бронзовий призер Олімпійських ігор 2016 року.

## Виступи на Олімпіадах
| Олімпіада           | Дисципліна | Місце |
| ------------------- | ---------- | ----- |
| Ріо-де-Жанейро 2016 | 470        | 3     |

## Зовнішні посилання
- Панагіотіс Мантіс — олімпійська статистика на сайті Sports-Reference.com (англ.) (архівна версія)